# Ikerasak
Ikerasak – miejscowość na zachodnim wybrzeżu Grenlandii, w gminie Qaasuitsup. Miejscowość jest położona na wyspie o tej samej nazwie, na wodach fiordu Uummannaq. W Ikerasak znajduje się heliport, będący środkiem komunikacji z innymi miejscowościami na Grenlandii.
Według danych oficjalnych liczba mieszkańców w 2011 roku wynosiła 220 osób.